# Golf van Kandalaksja

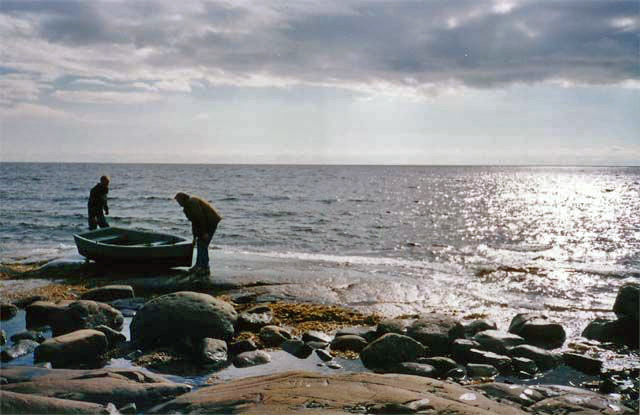
Kust van de Golf van Kandalaksja

De Golf van Kandalaksja (Russisch: Кандалакшский залив, [Kandalaksjki zaliv]) is een baai in de noordwestelijke Russische oblast Moermansk en de autonome republiek Karelië en een van de vier grote inhammen van de Witte Zee naast de Onegabaai, Dvinabaai en Mezenbaai. Ten noorden van de golf ligt het schiereiland Kola. Aan de golf ligt de gelijknamige stad Kandalaksja, waar ook de Nivarivier in de golf stroomt.
De golf heeft een lengte van 185 kilometer met een breedte van 67 kilometer aan de monding. In de golf liggen zeer veel kleine eilandjes, onderwaterkliffen en zandbanken. In de oostelijke helft loopt de diepte op tot 330 meter (diepste gedeelte van de Witte Zee), terwijl het binnenste gedeelte ondiep is. Op de kusten rond de golf en op de eilandjes nestelen veel eidereenden en andere watervogels en kustvogels. Ook is het de plaats voor de rui van de duikeenden en merginae en een rustplaats voor trekvogels. De eilanden vormen samen met een gedeelte van de kust de zapovednik Kandalaksjski.